# Max et les Maximonstres (film)
Pour le livre duquel est adapté le film, voir Max et les Maximonstres.
Pour plus de détails, voir Fiche technique et Distribution.
Max et les Maximonstres (Where the Wild Things Are) est un film américain de Spike Jonze, adapté du livre homonyme de Maurice Sendak, et sorti en 2009.

## Synopsis
Privé de dîner par sa mère après avoir été insolent, Max, dix ans, s'enfuit de chez lui pour un voyage vers une île peuplée de créatures, les Maximonstres, dont il devient le roi.

## Fiche technique
- Titre original : Where The Wild Things Are
- Titre français : Max et les Maximonstres
- Réalisation : Spike Jonze
- Scénario : Spike Jonze, Dave Eggers d'après le livre homonyme de Maurice Sendak
- Direction artistique : Jeffrey Thorp
- Décors : K.K. Barrett
- Costumes : Casey Storm
- Photographie : Lance Acord
- Montage : James Haygood, Eric Zumbrunnen
- Musique : Carter Burwell, Karen Orzolek
- Production : Tom Hanks, Vincent Landay, Gary Goetzman, John B. Carls, Maurice Sendak
- Sociétés de production : Legendary Pictures, Village Roadshow Pictures, Playtone, Wild Things Productions
- Société de distribution : Warner Bros.
- Format :  Couleur • 35 mm • 2,35:1 • Dolby stéréo DTS
- Pays de production :  États-Unis
- Langue : anglais
- Genre : Fantastique, aventure, drame
- Durée : 101 minutes
- Dates de sortie :
  - États-Unis : 16 octobre 2009
  - France : 16 décembre 2009

## Distribution

### Humains
- Max Records (VF : Titouan Guillemot) : Max
- Pepita Emmerichs (en) (VF : Juliette Buchez) : Claire
- Max Pfeifer : un ami de Claire
- Madeleine Greaves : un ami de Claire
- Joshua Jay : un ami de Claire
- Ryan Corr : un ami de Claire
- Catherine Keener (VF : Solange Boulanger) : Maman (Constantine)
- Steve Mouzakis (VF : Philippe Valmont) : Professeur
- Mark Ruffalo (VF : Yann Guillemot) : le petit ami

### Voix des Maximonstres
- James Gandolfini (VF : Paul Borne) : Carol
- Paul Dano (VF : Donald Reignoux) : Alexander
- Catherine O'Hara (VF : Martine Meiraghe) : Judith
- Forest Whitaker (VF : Emmanuel Jacomy) : Ira
- Chris Cooper (VF : Mathieu Buscatto) : Douglas
- Lauren Ambrose (VF : Charlotte Gainsbourg) : KW
- Michael Berry Jr. : The Bull

## Bande originale
- All Is Love composé par Karen O et Nick Zinner pour le film

## Autour du film
- Le film devait être à l'origine être distribué par Universal Pictures mais il est récupéré[Quoi ?] par Warner Bros..[réf. nécessaire]
- Le tournage s'est déroulé en Australie, près de Melbourne. Les monstres sont tous nés dans les ateliers de la célèbre Jim Henson Company (Les Muppets, Labyrinthe...). En tout, leur fabrication a pris près de 8 mois. Les monstres sont composés d'un habile mélange de marionnettes et d'animation numérique. Les prises de vues ont été réalisées grâce à de véritables costumes et d'animatroniques avant que les mouvements des visages soient complétés et affinés numériquement par la suite.
- La construction du grand fort était l'un des défis du tournage. Mesurant près de quinze mètres de haut, il était composé de mousse synthétique puis peint d'un revêtement en trompe-l'œil imitant des brindilles. Il a demandé la participation de près de 400 personnes.
- Le tournage dans le désert a posé plusieurs problèmes techniques... Pour préserver l'aspect "vierge" de l'environnement, il fallait effacer les traces de toute l'équipe soit près de 250 personnes, ce qui demandait plusieurs heures de travail.